# Every Girl
Every Girl è il quattordicesimo album in studio della cantante statunitense Trisha Yearwood, pubblicato nel 2019.

## Tracce
1. Workin' on Whiskey – 3:49
2. Find a Way – 3:19
3. Home – 3:43
4. Every Girl in This Town – 2:59
5. Tell Me Something I Don't Know (featuring Kelly Clarkson) – 3:48
6. What Gave Me Away (featuring Garth Brooks) – 3:29
7. Something Kinda Like It – 3:00
8. When Lonely Calls – 3:33
9. The Matador – 4:12
10. I'll Carry You Home – 3:36
11. Drink Up – 2:50
12. Bible and a .44 (featuring Patty Loveless) – 4:01
13. Can't Take Back Goodbye – 3:09
14. Love You Anyway (featuring Don Henley) – 4:08